# Bengalen in Nederland
Met Bengalen in Nederland worden in Nederland wonende Bengalen, of Nederlanders van Bengaalse afkomst aangeduid. Volgens het Centraal Bureau voor de Statistiek (CBS) woonden er per 1 januari 2021 zo’n 2.892 Nederlanders met een Bengaalse migratieachtergrond in Nederland, waarvan 1.382 van de eerste generatie en 1.052 van de tweede generatie. Verder heeft een deel van de Indiërs in Nederland een (gedeeltelijk) (West-)Bengaalse achtergrond.
| Mannen          | 151 | 253 | 493 | 696   | 933   | 1.300 |
| Vrouwen         | 103 | 250 | 488 | 648   | 890   | 1.134 |
| aantal Bengalen | 254 | 503 | 981 | 1.344 | 1.823 | 2.434 |